# Calibre .38
Calibre .38 é a denominação de um calibre muito usado em armas de fogo e cartuchos.
O .38 é considerado um "grosso calibre"; na verdade, qualquer calibre maior que .32 é considerado "grosso calibre". 
Antes de 1990, a arma pessoal padrão da polícia nos Estados Unidos, eram revólveres que usavam o cartucho .38 Special, seguido pelo .357 Magnum, uma versão mais longa do .38 Special.

## Cartuchos de armas curtas
| Nome do cartucho    | Diâmetro do projétil | Comprimento do estojo | Comprimento do cartucho | Tipo       | Referência             |
| ------------------- | -------------------- | --------------------- | ----------------------- | ---------- | ---------------------- |
| .380 ACP            | ,356 pol (9,0 mm)    | ,680 pol (17,3 mm)    | ,980 pol (24,9 mm)      | Com borda  | Barnes 1997, p. 274[2] |
| .38 Casull          | ,356 pol (9,0 mm)    | ,933 pol (23,7 mm)    | –                       | Sem borda  | MUNICION.ORG[3]        |
| .38 Short Colt      | ,357 pol (9,1 mm)    | ,762 pol (19,4 mm)    | 1,052 pol (26,7 mm)     | Com borda  | Barnes 1997, p. 274[2] |
| .38 Long Colt       | ,357 pol (9,1 mm)    | 1,030 pol (26,2 mm)   | 1,320 pol (33,5 mm)     | Com borda  | Barnes 1997, p. 274[2] |
| .38 Special         | ,357 pol (9,1 mm)    | 1,150 pol (29,2 mm)   | 1,550 pol (39,4 mm)     | Com borda  | Barnes 1997, p. 274[2] |
| .38 ACP             | ,358 pol (9,1 mm)    | ,900 pol (22,9 mm)    | 1,280 pol (32,5 mm)     | Semi borda | Barnes 1997, p. 274[2] |
| .38 Super           | ,358 pol (9,1 mm)    | ,900 pol (22,9 mm)    | 1,280 pol (32,5 mm)     | Semi borda | Barnes 1997, p. 274[2] |
| .38 Super Comp      | ,358 pol (9,1 mm)    | ,896 pol (22,8 mm)    | 1,280 pol (32,5 mm)     | Sem borda  | Shooting Sports USA[4] |
| .38 S&W             | ,361 pol (9,2 mm)    | ,780 pol (19,8 mm)    | 1,200 pol (30,5 mm)     | Com borda  | Barnes 1997, p. 274[2] |
| .38 TPC             | ,355 pol (9,0 mm)    | ,720 pol (18,3 mm)    | 1,169 pol (29,7 mm)     | Sem aro    |                        |
| .380 Revolver Short | ,375 pol (9,5 mm)    | 0,700 pol (17,8 mm)   | 1,100 pol (27,9 mm)     | Com borda  | Barnes 1997, p. 274[2] |
| .380 Revolver Long  | ,375 pol (9,5 mm)    | 1,000 pol (25,4 mm)   | 1,400 pol (35,6 mm)     | Com borda  | Barnes 1997, p. 274[2] |
| .38-40 Winchester   | ,401 pol (10,2 mm)   | 1,300 pol (33,0 mm)   | 1,590 pol (40,4 mm)     | Com borda  | Barnes 1997, p. 92[2]  |